# Аленка Зупанчич
Аленка Зупанчич (словен. Alenka Zupančič; нар. 1 квітня 1966) — словенська вчена філософ, теоретик чия робота зосереджена на психоаналізі та континентальній філософії, яка разом із Младеном Доларом та Славоєм Жижеком сприяла популяризації політично орієнтованого Лаканіанского психоаналізу в Північній Америці та Європі.

## Академія та праці
Аленка народилася в Любляні, 1990 року закінчила Люблянський університет. Зараз працює дослідницею в Інституті філософії Словенської академії наук і мистецтв та професоркою за сумісництвом у European Graduate School. Зупанчич належить до Люблянської школи психоаналізу, відомої своїми переважно лаканівськими засадами.
Зупанчич пише про етику, літературу, комедію та любов. Вона найбільше знана як дослідниця Ніцше, але в своїх працях також посилається на Іммануїла Канта, Ґеорґа Вільгельма Фрідріха Геґеля, Анрі Бергсона та Алена Бадью. Має багато відео на YouTube, де розповідає про свої праці й дослідження. На вебсайті Європейської вищої школи є відео з нею та її лекції.
Вона має 242 праці, 305 публікацій на 6 мовах та 3,558 книг у бібліотеках.

## Бібліоґрафія
Alenka Zupančič Сторінка факультету EGS (Біографія та праці) [Архівовано 12 травня 2020 у Wayback Machine.] .